# Venosc
Venosc (parfois orthographiée Vénosc) est une ancienne commune française située dans le département de l'Isère en région Auvergne-Rhône-Alpes. Depuis le 1er janvier 2017, elle est l'une des deux communes déléguées, avec Mont-de-Lans, composant la commune nouvelle des Deux Alpes. Venosc était jusque-là l'une des deux communes qui composaient la station de sports d'hiver des Deux Alpes. Ses habitants sont appelés les Venosquains.

## Géographie

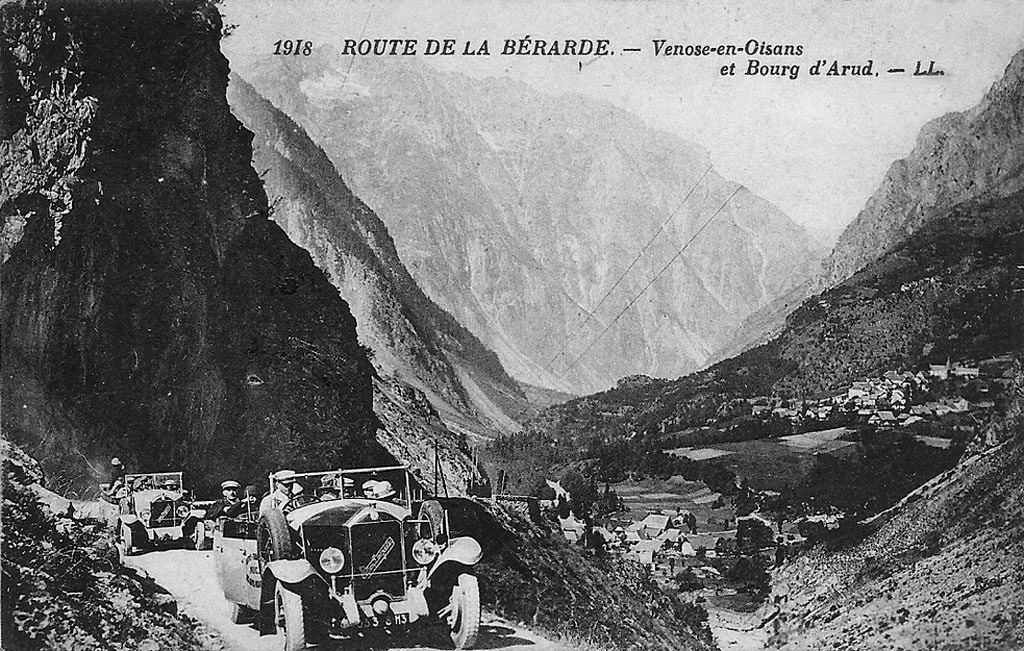
La Route de La Bérarde au début du XXe siècle. Venosc et Bourg d'Arud à l'arrière-plan.

La commune déléguée de Venosc, traversée par le 45e parallèle nord, est de ce fait située à égale distance du pôle Nord et de l'équateur terrestre (environ 5 000 km).
Venosc est une commune déléguée des Deux Alpes située en Oisans, dans la vallée du Vénéon, au milieu du massif des Écrins. L'extrémité méridionale de son territoire se situe en zone centrale du parc national des Écrins. Le chef-lieu se situe à environ 1 000 m d'altitude (église). Cette commune est proche du Bourg-d'Oisans et fait partie de la communauté de communes de l'Oisans.
Les hameaux habités qui constituent la commune déléguée sont :
- Les Ougiers, le Collet, la Ville, le Courtil (chef-lieu), le Sellier, le Bourg d'Arud et l'Alpe de Venosc (station de ski des Deux Alpes) en rive droite du Vénéon ;
- Les Escallons, la Danchère et l'Alleau en rive gauche du Vénéon.

C'est sur le plateau partagé entre les communes historiques de Venosc au sud et de Mont-de-Lans au nord qu'est située la station de sports d'hiver des Deux Alpes. Celle-ci n'est pas reliée directement par la route au village : seuls un sentier muletier et une télécabine relient le chef-lieu et l'Alpe de Venosc.

### Sites géologiques remarquables
Le « paléoescarpement jurassique du Col du Vallon », au Vallon de la Muzelle et au Col du Vallon, est un site géologique remarquable de 7,82 hectares. En 2014, ce site d'intérêt tectonique est classé « trois étoiles » à l'« Inventaire du patrimoine géologique ».

## Toponymie
Attestée sous la forme: Venosch au XIe siècle.
D'après Albert Dauzat et Charles Rostaing, ce toponyme est composé du nom d'homme Latin Vennus et du suffixe -oscum, suffixe ligure.

## Histoire
Une hache polie trouvée au-dessus du village n'atteste pas une présence au Néolithique car pendant des siècles on a mis une hache polie (dite "pierre de foudre") dans un étui pendu au cou du bélier meneur du troupeau pour conjurer le mauvais sort ; et cet étui pouvait se perdre...
Les plus anciens vestiges trouvés datent de la fin du premier âge du Fer (env. VIe siècle av. J.-C.) : des inhumations en coffre de dalles en schiste, trouvées en 1836. Venosc se plaçait sur la voie entre Grenoble et le col du Lautaret (elle passait à Ornon, Bourg-d'Oisans et Mont-de-Lans depuis la fin de l'âge du Bronze). Le nom de Venosc serait d'origine ligure (sud-est de la France).

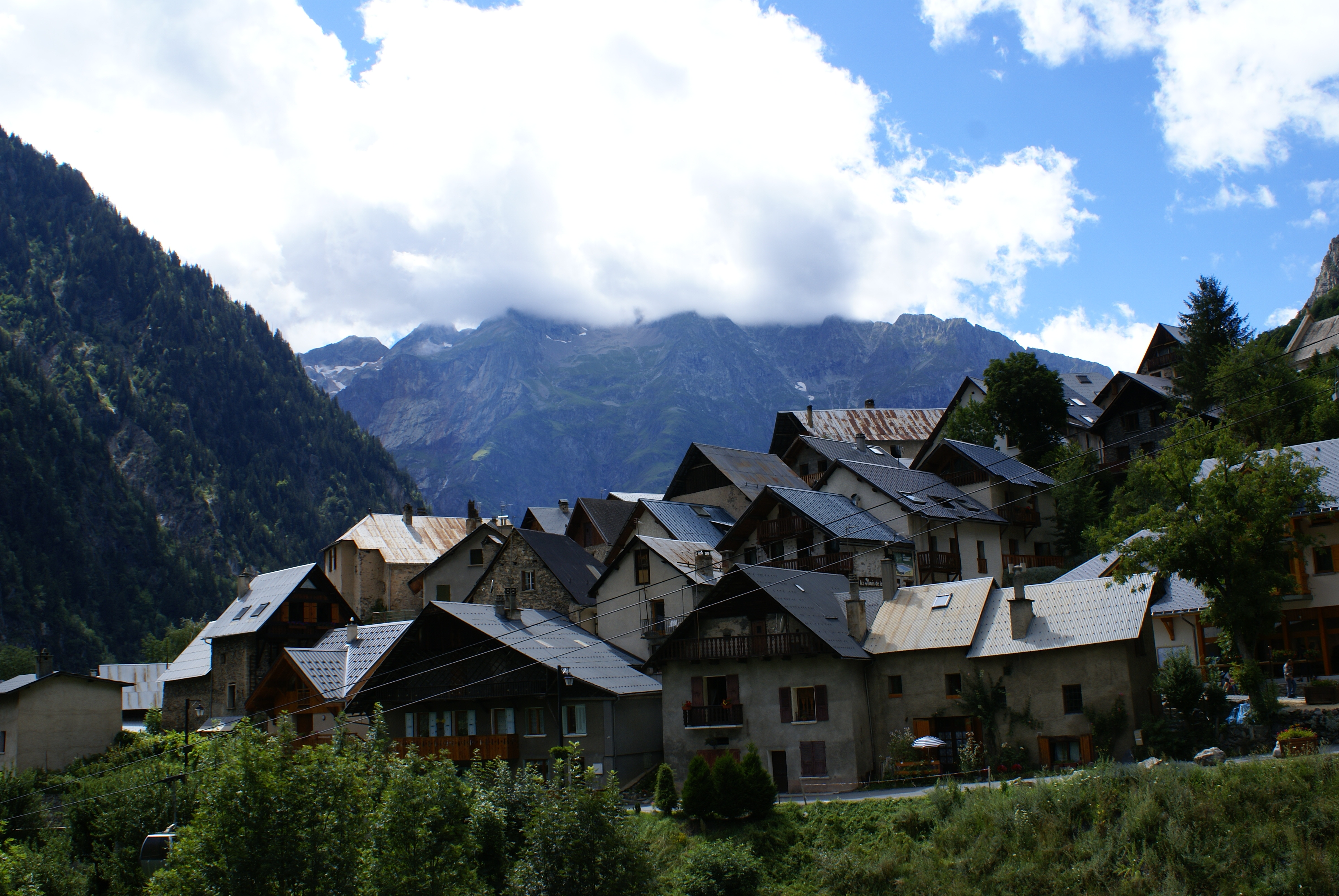
Le chef lieu du village de Venosc, comportant des ruelles étroites et pittoresques et une vue sur les montagnes environnantes.

Venosc faisait partie du Dauphiné.Au cours des XIIIe et XVe siècles, des communautés villageoises sont apparues. Leur vie était difficile en raison de l’accès à la vallée, des risques naturels et de la difficulté de cultiver les terres. 
Durant les XVIIe et XVIIIe siècles, les premiers visiteurs sont arrivés dans la vallée. Ils étaient ingénieurs, topographes, botanistes et géologues. Leur objectif était d'étudier le milieu montagnard. 
Durant le XIXe siècle, Venosc est devenue la capitale du colportage de fleurs. Le colporteur est un homme qui vend toutes sortes de choses. 
À la même période, les agriculteurs, les chasseurs de chamois et les bergers sont pour la plupart devenus guides. 
En 1877, Pierre Gaspard de Saint-Christophe-en-Oisans escalade la Meije le célèbre sommet qui domine de la vallée du Vénéon. Sa famille est devenue célèbre grâce au métier de guide. 
Durant le XXe siècle (exactement entre 1900 et 1923), la route pour aller à la Bérarde a été construite. Ce fut le début de la fréquentation touristique. La Bérarde devint entre les deux guerres mondiales la deuxième station française d’alpinisme. C'est la naissance des hébergements comme l'hôtellerie et les campings dans la vallée. La création des Deux-Alpes offre de nombreux emplois à la population locale. Beaucoup de personnes deviennent moniteurs de ski[réf. nécessaire].
En 1972, le téléphérique entre Venosc et les Deux Alpes offre aux touristes la possibilité de venir découvrir la vallée du Vénéon ainsi que ses boutiques et ses hôtels. En 1995, la télécabine actuelle est installée.
La création du Parc national des Écrins en 1973 va apporter une certaine image de marque à la montagne, ainsi que la protection et l'étude de ses vastes espaces naturels, leur faune et leur flore. Les touristes qui viennent à Venosc sont à la recherche de paysages naturels, de randonnées et de tranquillité.

### Vie rurale
Des siècles durant, les habitants de Venosc ont eu pour source principale de nourriture l'agriculture locale. La vie rurale était essentiellement tournée vers les travaux des champs et l'élevage, mais se complétait aussi en hiver de revenus tirés d'activités diverses, telles que le colportage qui emmenait les hommes au loin pendant la mauvaise saison et d'ouvrages faits par les femmes tels que les gants.
Le printemps était consacré aux labours. À partir d'avril, il fallait remonter la terre qui s'était accumulée en bas des pentes, enlever les pierres des champs. Les pierres étaient ensuite entassées en « clapiers », qui servaient à délimiter les terrains. En mai et juin, les animaux quittaient les étables durant la journée et étaient rentrés le soir.
En juillet avait lieu l’« amontagnage » : les hommes et les bêtes montaient dans les alpages (notamment sur celui de l'Alpe de Venosc, qui deviendra une partie des Deux Alpes). L’été était destiné au fauchage du foin et à la fabrication de fromages avec le lait des vaches qui paissaient dans les alpages. Au XXe siècle, les ballots de foin étaient descendus dans la vallée via un câble tendu entre les Deux-Alpes et Venosc sur 700 m de dénivelé.
À l'automne : dès septembre, les familles redescendaient dans la vallée pour les labours et la récolte, principalement de la pomme de terre. Le 22 septembre avait lieu la foire de Bourg-d'Oisans. Les villageois s’y rendaient afin de vendre les animaux qui avaient une valeur marchande. Il était très important de limiter le nombre de bouches à nourrir pour l’arrivée de l’hiver.
L'hiver était consacré au colportage : cette activité fut largement pratiquée à Venosc durant le XIXe siècle. Les hommes quittaient le village chaque année pendant l'hiver, pour essayer de gagner un peu d'argent en vendant toutes sortes de choses. Au XIXe siècle[réf. nécessaire], Venosc est devenue avec Mont-de-Lans la capitale du colportage de fleurs. Beaucoup de graines et de bulbes de fleurs étaient vendus, parfois même à l’étranger. Les femmes restaient à la maison pour nourrir les animaux et prendre soin des enfants.

### Habitation, alimentation
Venosc a conservé de nombreuses maisons traditionnelles. Leur architecture est sobre. Les matériaux utilisés dans la vallée étaient les pierres, le bois, le chaume (remplacé par l'ardoise, en couverture). Aujourd'hui, l'ardoise n'est plus utilisée pour recouvrir les toits car elle est trop onéreuse, et l’ardoise de Venosc est trop fine donc très cassante. Sur certaines constructions, sont encore présentes des pierres gravées qui mentionnent les initiales du propriétaire et la date de construction de la maison. Les incendies étaient très redoutés car ils détruisaient rapidement ces habitations et se propageaient aisément aux maisons voisines.
L'habitation abritait la famille, les animaux de la ferme, et une grange. Les hommes vivaient au rez-de-chaussée, construit en pierres, avec les animaux (une partie était dédiée à la famille, l'autre était dédiée aux animaux), et le foin était stocké sous le toit construit en bois afin de sécher ; ce foin jouait également le rôle d’isolant. Vivre avec des animaux était un bon moyen de se chauffer par le biais de la chaleur animale qu'ils produisaient, qui se répandait dans l'habitation.
Les paysans consommaient le fruit de leur récolte. Le régime alimentaire était basé sur la pomme de terre, appelée autrefois « truffe », les produits laitiers, et les viandes salées qui se conservaient plutôt bien. Ces ingrédients de base servaient à nourrir la famille durant toute l'année.

### Religion
En ce lieu où la vie était difficile, elle tenait une place très importante. Chapelles et églises étaient bâties avec des matériaux locaux. Celles de Venosc étaient construites en «tuf», une pierre locale calcaire. Dans chaque hameau, il y avait des oratoires et/ou des chapelles. Les oratoires apportaient une protection au hameau contre les inondations, les chutes de pierres, les avalanches et permettaient lorsque les conditions météorologiques étaient mauvaises de pouvoir prier sans avoir à se rendre à l'église principale.
La chapelle Saint-Sauveur à Bourg d'Arud a été construite par Jacques Rochette en 1686. Il y avait quatre messes par semaine. La chapelle est construite avec la pierre locale appelée tuf.
La chapelle du Sellier appelé chapelle Notre-Dame-des-Sept-Douleurs a été construite en 1637. C'est une chapelle romane qui a été restaurée en 2005. Sur la porte sont sculptés les noms des douze fils de Jacob (les 12 tribus d’Israël) : Ruben, Siméon, Levi, Juda, Issacar, Zabulon, Dan, Nephtali, Gad, Asher, Joseph, Benjamin.
Église Saint-Pierre et Saint-Paul du hameau du Courtil
Il s’agit à la base d’une église de style roman. Elle date du IXe siècle et a subi au cours du temps agrandissements et modifications. Grâce aux dons des riches donateurs comme Jacques Rochette l'église est l'une des plus dotées de l'Oisans. On doit ses richesses aux dons des colporteurs qui ont fait fortune. Le clocher du XIVe siècle de style gothique abrite la plus vieille cloche retrouvée en l'Oisans, qui date de 1622. Le retable en bois doré est de style baroque il date du XVIIe siècle c’est un don de Jacques Rochette qui est enterré devant l'église.

### Création des Deux-Alpes, station de ski
Cette station touristique était, jusqu'à la Seconde Guerre mondiale, un plateau d’alpage que les habitants de Venosc et de Mont de Lans, majoritairement agriculteurs, utilisaient pour faire le foin et garder leur troupeau pendant l'été. Il se composait, comme son nom l'indique, des deux « alpes » de ces villages.

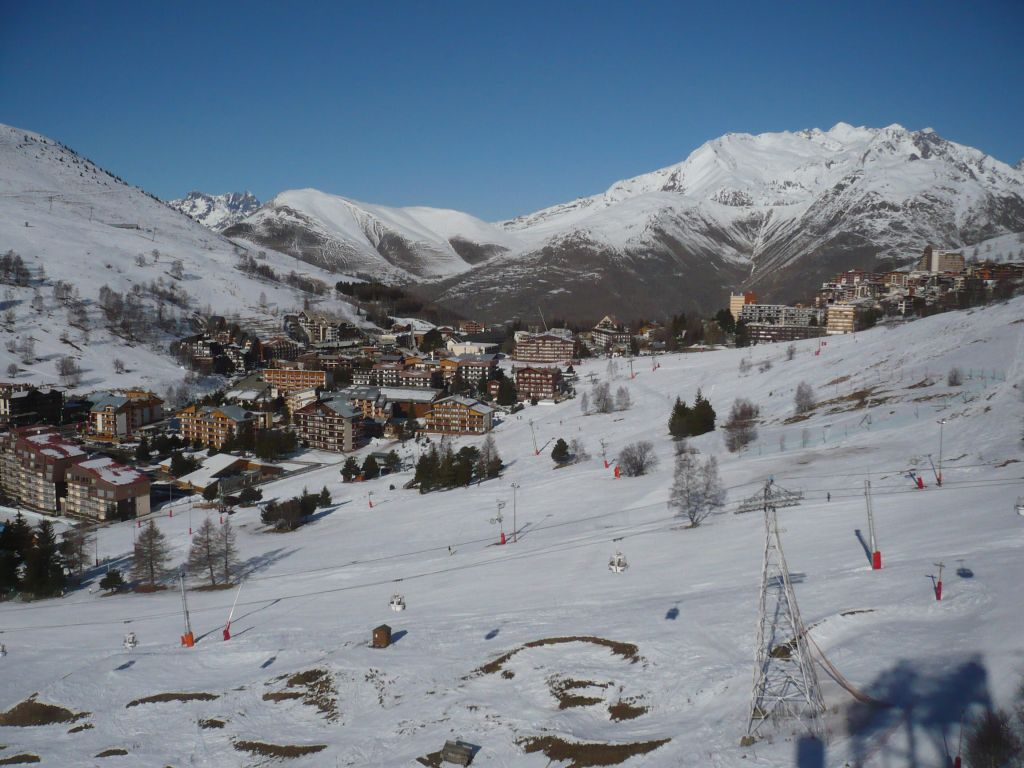
Station des Deux Alpes.

C’est avec l’industrie du ski que Les Deux-Alpes est devenue progressivement une grande ville de 30 000 habitants. 
En 1879, Pierre Balme, un Venoquain, voit l'opportunité d'attirer les touristes durant l'été et ouvre l’hôtel Balme (aujourd'hui Chalet Mounier). Rapidement, les chalets des paysans sont devenus des auberges, des hôtels et des refuges pour les touristes. En 1932, Mme Tessa est la première personne vivant aux Deux-Alpes à l’année ; elle ouvre un refuge aux Deux-Alpes accessible toute l'année. En 1935, l’hôtel Mounier accueille plusieurs skieurs pendant la période de Noël et de Pâques. 
En 1939, Jules Carrel, un jeune moniteur de ski de La Bérarde, a un objectif : développer le plateau et créer une célèbre station de sports d'hiver. Des remontées mécaniques sont alors construites de manière à développer la station de sports d'hiver. En 1955, de nombreux hôtels sont ouverts pour accueillir les touristes. En 1972, Venosc et Mont-de-Lans sont reliés à la station de ski par des téléphériques. 

### Exploitation du sous-sol
Une autre activité importante offrait du travail au cours de l'hiver : c’était la mine d’ardoise.
Dès la fin du XIXe siècle et ce jusqu'au début de l’essor des sports d'hiver, l'ardoise a été l'une des principales sources de revenu et a permis aux hommes de travailler durant toute l’année. Les mines d'ardoise ont fermé en 1972, les hommes préférant devenir moniteurs de ski car le travail était moins pénible.
Des carrières souterraines d'ardoise étaient exploitées dans la zone de La Ponsonnière ; on dénombre quatre sites d'exploitation. Les ardoises étaient descendues au village à l'aide d'un télébenne dont les vestiges sont encore visibles.
Une mine d'anthracite a également été exploitée au lieu-dit les Cristallières. Le filon d'anthracite est la continuation de celui du plateau matheysin.

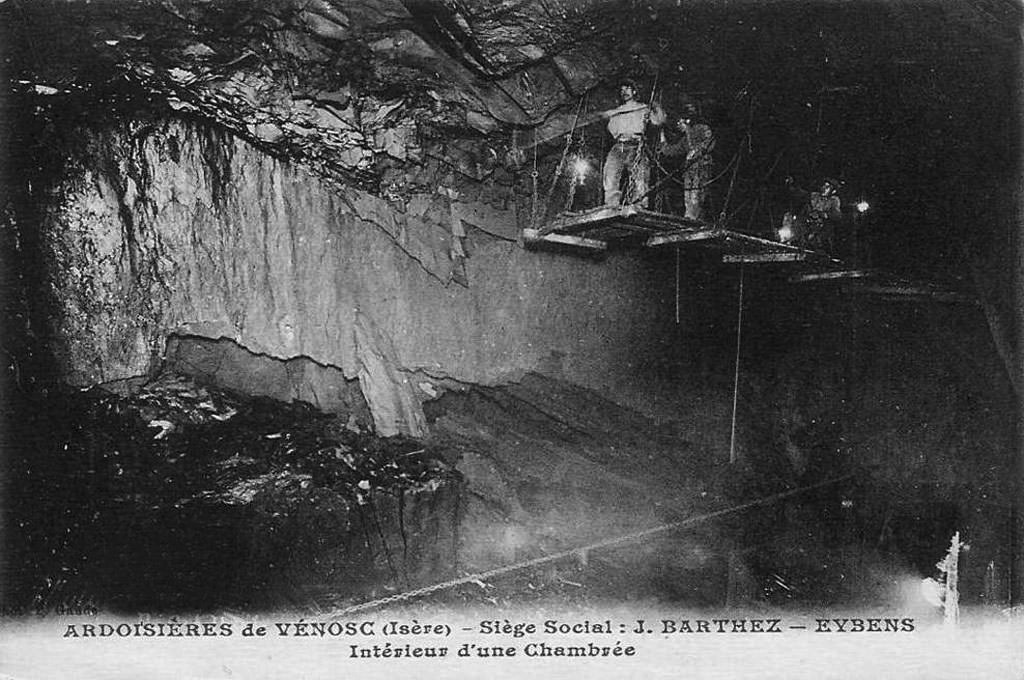
L'interieur d'une chambrée des ardoisières de Venosc, au début du XXe siècle.
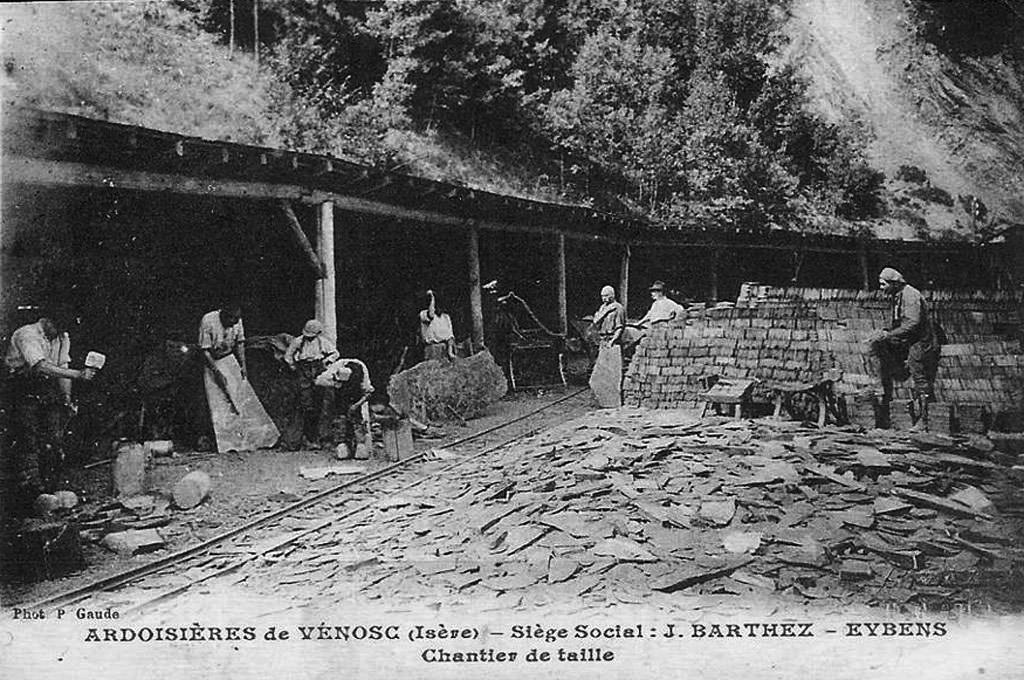
Un chantier de taille des ardoisières de Venosc.

### Ganterie
Grenoble, célèbre pour sa ganterie, a offert du travail jusqu'à Venosc aux personnes qui souhaitaient travailler chez elles. Le contremaître amenait le travail aux habitants et collectait régulièrement les gants dans chaque maison pour les amener à Grenoble.

## Politique et administration
| Période                                  | Période   | Identité     | Étiquette | Qualité                                                                            |
| ---------------------------------------- | --------- | ------------ | --------- | ---------------------------------------------------------------------------------- |
| Mars 2001                                | Juin 2023 | Pierre Balme | PS        | Retraité de l'enseignement Vice-Président de la Communauté de communes de l'Oisans |
| Les données manquantes sont à compléter. |           |              |           |                                                                                    |

## Démographie
L'évolution du nombre d'habitants est connue à travers les recensements de la population effectués dans la commune depuis 1793. À partir du 1er janvier 2009, les populations légales des communes sont publiées annuellement dans le cadre d'un recensement qui repose désormais sur une collecte d'information annuelle, concernant successivement tous les territoires communaux au cours d'une période de cinq ans. 
Pour les communes de moins de 10 000 habitants, une enquête de recensement portant sur toute la population est réalisée tous les cinq ans, les populations légales des années intermédiaires étant quant à elles estimées par interpolation ou extrapolation. Pour la commune, le premier recensement exhaustif entrant dans le cadre du nouveau dispositif a été réalisé en 2004,.
En 2014, la commune comptait 756 habitants, en évolution de −6,9 % par rapport à 2009 (Isère : +3,89 %, France hors Mayotte : +2,49 %).
| 1793 | 1800 | 1806 | 1821 | 1831 | 1836  | 1841 | 1846 | 1851 |
| ---- | ---- | ---- | ---- | ---- | ----- | ---- | ---- | ---- |
| 708  | 700  | 839  | 962  | 931  | 1 000 | 895  | 917  | 910  |

| 1856 | 1861 | 1866 | 1872 | 1876 | 1881 | 1886 | 1891 | 1896 |
| ---- | ---- | ---- | ---- | ---- | ---- | ---- | ---- | ---- |
| 849  | 876  | 855  | 738  | 696  | 685  | 660  | 630  | 570  |

| 1901 | 1906 | 1911 | 1921 | 1926 | 1931 | 1936 | 1946 | 1954 |
| ---- | ---- | ---- | ---- | ---- | ---- | ---- | ---- | ---- |
| 520  | 510  | 520  | 469  | 503  | 449  | 440  | 351  | 380  |

| 1962 | 1968 | 1975 | 1982 | 1990 | 1999 | 2004 | 2009 | 2014 |
| ---- | ---- | ---- | ---- | ---- | ---- | ---- | ---- | ---- |
| 428  | 450  | 515  | 862  | 796  | 941  | 935  | 812  | 756  |

## Sports
Venosc, du fait de sa situation et des sites environnants, est une commune où se pratiquent de multiples sports, notamment de plein air, en été comme en hiver. Parmi ceux-ci :
- le ski alpin (Station de ski « Venosc - Vénéon » et station de ski « Les Deux Alpes »)
- le ski de randonnée
- la grimpe d'arbres sur un parcours accro-branche « Aventure Parc »
- le golf au Golf Club des Deux Alpes
- la randonnée pédestre en montagne
- l'alpinisme et ses merveilleux sommets
- le cyclotourisme
- le vélo de descente, la course et la randonnée VTT en montagne (avec notamment les parcours des Deux Alpes)
- les sports d'eaux vives (canoë-kayak...)

## Culture locale et patrimoine

### Patrimoine naturel
La situation géographique de Venosc lui offre un patrimoine naturel marqué par la montagne. Le parc national des Écrins se trouve en partie sur la commune, favorisant la protection de ce patrimoine, son accessibilité et sa mise en valeur.

### Lieux et monuments

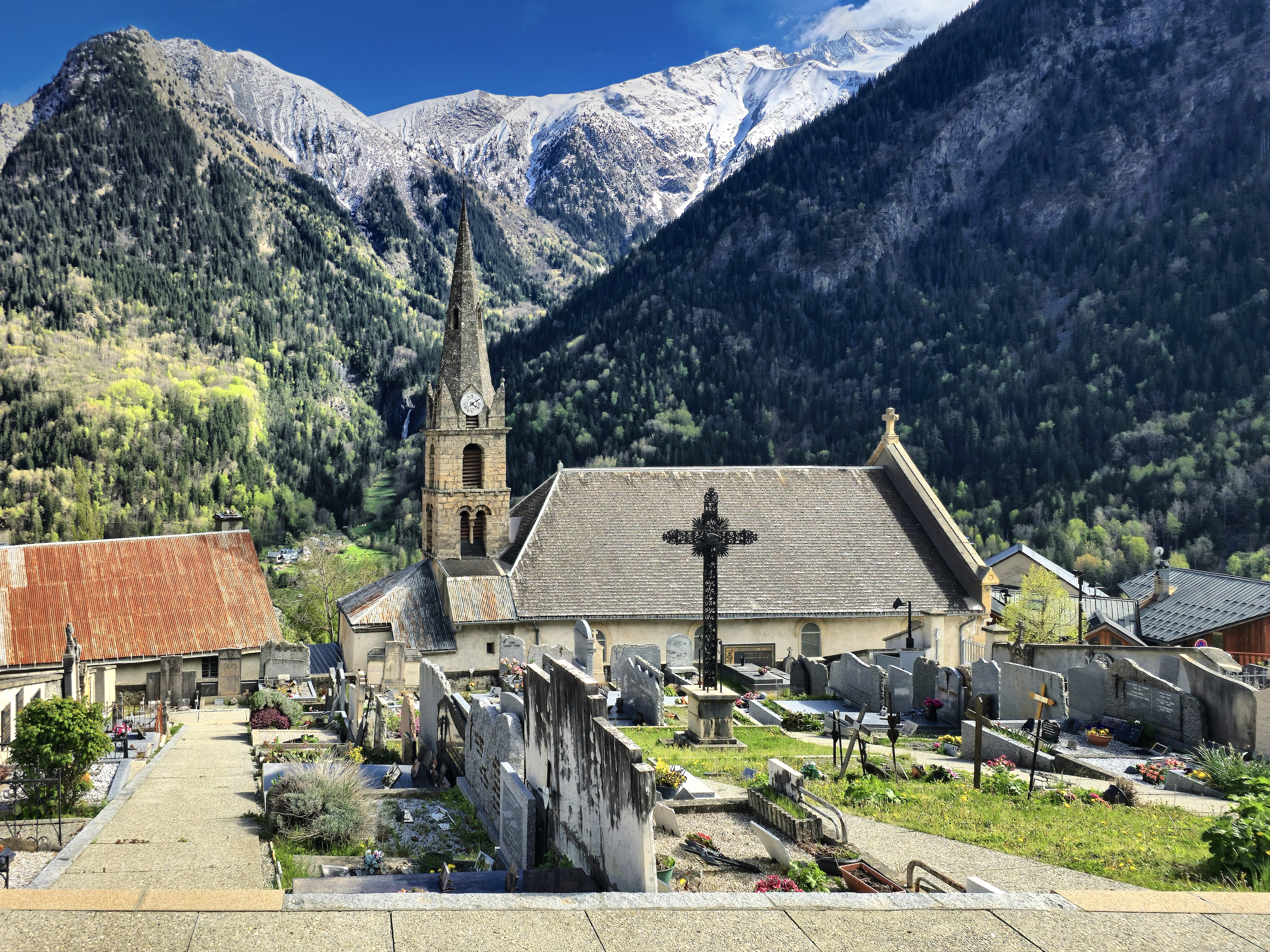
Église Saint-Pierre de Venosc

Venosc conserve un patrimoine bâti remarquable : le cadran solaire de 1669, restauré en 1997, est l'un des plus anciens des Alpes. L'église du IXe siècle, dédiée à Saint-Pierre, a été remaniée plusieurs fois au fil des siècles. Elle conserve un important trésor d’art sacré, principalement dû aux dons de Jacques Rochette et des colporteurs enrichis, et une cloche de 1622, la plus ancienne de l'Oisans.

### Gastronomie locale
La cuisine traditionnelle de Venosc est composée de plats typiques des vallées d'Oisans : farcis, crozets (différents des crozets savoyards), gratin de pain, etc.

### Patrimoine culturel
- Musée Maison de la Montagne (Les Deux Alpes)

### Espaces verts et fleurissement
En mars 2017, la commune confirme le niveau « une fleur » au concours des villes et villages fleuris, ce label récompense le fleurissement de la commune au titre de l'année 2016.

## Venosc dans les beaux-arts
Le peintre français Charles-Henri Contencin (1898-1955) a peint le tableau Alpe de Venox et la Muzelle (sic), figurant l'alpe de Venosc (Les Deux Alpes).